# Hans Heinrich Jensen
Hans Heinrich Jensen (* 15. August 1934 in Neuberend bei Schleswig) ist ein Hamburger Politiker (CDU).

## Leben
Jensen ist verheiratet und hat zwei Töchter, von denen eine verstorben ist. Nach einer kaufmännischen Ausbildung absolvierte er ein Studium der Wirtschaftswissenschaften, das er als Diplom-Volkswirt abschloss. Jensen war 30 Jahre lang kaufmännisch in der Mineralölindustrie tätig.

## Politik
Jensen war von 1986 bis 2004 Ortsvorsitzender der CDU Flottbek/Othmarschen. Von 1996 bis 2004 war er stellvertretender Kreisvorsitzender der CDU Altona/Elbvororte. Von 1994 bis 2004 war er Bezirksabgeordneter Bezirksversammlung Hamburg-Altona. Von März 2004 bis 2008 war er Mitglied der Bürgerschaft der Freien und Hansestadt Hamburg, deren erste Sitzung er als Alterspräsident eröffnete. Als Bürgerschaftsabgeordneter war er Mitglied des Eingaben-, des Europa- und des Haushaltsausschusses.
Seit September 2008 ist er Kreisvorsitzender der Senioren-Union der CDU Altona/Elbvororte.